# Zákon o brazilské státní příslušnosti
Zákon o brazilské státní příslušnosti je založen na principech jus soli a jus sanguinis . Obecně patí, že každá osoba narozená v Brazílii získává brazilskou státní příslušnost při narození, bez ohledu na postavení nebo státní příslušnosti rodičů. Mohou jej získat i děti narozené v zahraničí brazilskému rodiči nebo naturalizací.
Pravidla týkající se brazilské státní příslušnosti jsou obecně dána článkem 12 ústavy a podrobně upravena migračními zákony a předpisy.

## Získání občanství narozením
Každá osoba narozená v Brazílii získává brazilskou státní příslušnost, jedinou výjimkou jsou děti rodičů ve službách zahraniční vlády, například diplomaté.
Osoba narozená mimo Brazílii brazilskému rodiči také získá brazilskou státní příslušnost při narození, pokud:
- Brazilský rodič je ve službách brazilské vlády; nebo
- Osoba je registrována u brazilského konzulárního úřadu ; nebo
- Osoba se později přestěhuje do Brazílie a před federálním soudcem potvrdí svou státní příslušnost.

## Získání občanství naturalizací
Cizinci mohou požádat o brazilskou státní příslušnost, pokud splňují následující kritéria:
- Čtyři roky trvalého pobytu v Brazílii;
- Schopnost komunikovat v portugalštině
- Bez předchozího odsouzení za trestný čin v Brazílii nebo v zemi původu

Požadavky ohledně pobytu v Brazílii mohou být sníženy za určitých podmínek:
- Pouze dva roky pobytu se vyžadují u osob, které zemi poskytly „příslušné služby“, u osob se značnými „odbornými, vědeckými nebo uměleckými schopnostmi“ nebo u osob bez státní příslušnosti ;
- Pouze jeden rok pobytu je vyžadován pro ty, kteří mají brazilského manžela / manželku nebo dítě (kromě naturalizovaných nezletilých), nebo pro státní příslušníky portugalsky mluvících zemí ;
- Žádná doba pobytu není nutná pro ty, kteří jsou v manželském svazku s brazilským diplomatem déle než pět let, nebo pro ty, kteří pracovali déle než 10 let na brazilské diplomatické misi .

Znalost Portugalštiny může být doložena jedním z různých certifikátů, například zkouškou CELPE-Bras, absolvováním kurzu portugalského jazyka pro přistěhovalce na brazilské univerzitě nebo absolvováním základního, středního nebo vysokoškolského vzdělání v Brazílii nebo v dalších portugalsky mluvících zemích. Ti, kteří žijí v Brazílii déle než 15 let nebo jsou občany portugalsky mluvících zemí, nejsou povinni prokoazovat své jazykové schopnosti v portugalštině. .
Nezletilím, kteří se přestěhovali do Brazílie do věku 10 let, může být udělena prozatímní naturalizace a po dvou letech po dosažení plnoletosti mohou požádat o trvalou naturalizaci za podmínky, že nebyli odsouzeni za spáchání trestného činu. Nevyžaduje se o nich, aby prokázali znalost portugalštiny.

### Proces
Žádost o naturalizaci se podává online. Za samotnou žádost se neúčtuje žádný poplatek i když za získání některých požadovaných dokumentů mohou být poplatky. Počáteční zpracování provádí federální policie, která má otisky prstů žadatele a může požadovat pohovor nebo další dokumenty. Proces je poté zaslán ministerstvu spravedlnosti a veřejné bezpečnosti, které si může vyžádat také další dokumenty, a nakonec své rozhodnutí zveřejní v Úředním věstníku, který je k dispozici online. Pokud byla žádost schválena, tak žadatel získá brazilský doklad totožnosti a pas. Od 21. listopadu 2017 se nevydávají osvědčení o naturalizaci.
Od 10. května 2016 Brazílie nevyžaduje, aby se naturalizovaní občané vzdali své předchozí státní příslušnosti.

## Dvojí státní příslušnost a ztráta brazilské státní příslušnosti
Podle brazilské ústavy mohou brazilští občané, kteří získají jinou státní příslušnost, brazilskou státní příslušnost ztratit. Od roku 1994 však ústavní změna umožňuje dvě výjimky, kdy si Brazilci mohou zachovat brazilskou státní příslušnost a zároveň získat další. První výjimkou je případ uznání „původní státní příslušnosti“ zahraničním právem, což znamená, že druhá státní příslušnost je získána narozením nebo původem. Druhá výjimka je v případě, že druhá země vyžaduje naturalizaci, aby zde osoba mohla pobývat.
Přestože vláda má pravomoc zrušit brazilskou státní příslušnost těm, kteří se dobrovolně naturalizovali v jiné zemi a nesplňují jednu ze dvou výjimek, má tendenci tyto výjimky uplatňovat velmi široce a v praxi brazilskou státní příslušnost zruší, pouze pokud o to osoba formálně požádá, nebo velmi výjimečně za výjimečných okolností.
Ti, kteří přišli o brazilskou státní příslušnost v důsledku naturalizace v jiné zemi, mohou požádat o její opětovné získání pod podmínkou, že se vzdají druhé státní příslušnosti. Poté, co je brazilská státní příslušnost znovu získána, mají žadatelé 18 měsíců na prokázání zřeknutí se druhé státní příslušnosti. Proces se provádí v tomto pořadí, aby se zabránilo bezdomovectví .
Naturalizovaným Brazilcům je dovoleno zachovat si i svoji předchozí státní příslušnost. Mohou přijít o brazilskou státní příslušnost, pokud budou usvědčeni z činnosti považované za „škodlivou pro národní zájmy“
Brazilským občanům, kteří mají také jinou státní příslušnost, je umožněn vstup a výstup z Brazílie s pasem druhé země. V tomto případě brazilská vláda doporučuje, aby občané předložili také doklad potvrzující brazilskou státní příslušnost, například brazilský občanský průkaz nebo brazilský pas, jehož platnost skončila, aby se zabránilo obvyklým omezením doby pobytu zahraničních návštěvníků. Brazílie vydává víza občanům s dvojím občanstvím pouze za výjimečných okolností, například pro ty, kteří pracují v zahraničních vládních pozicích, které zakazují používání brazilského pasu.

## Práva a povinnosti

### Vojenská služba
Brazilští občané mužského pohlaví mají povinnost sloužit 12 měsíců ve vojenské službě, pokud občan nemá diskvalifikující fyzický nebo psychický stav nebo si občan nepřeje sloužit a armáda má dostatek dobrovolníků na podporu svých potřeb. Přestože je registrace do armády povinná, asi 95% těch, kteří se zaregistrují, dostane výjimku. Občané mužského pohlaví ve věku od 18 do 45 let jsou při podání žádosti o brazilský pas povinni předložit osvědčení o vojenské registraci.

### Volby
Účast ve volbách v Brazílii je povinná pro občany ve věku od 18 do 70 let. Ti, kteří nehlasují ve volbách a později nepředloží přijatelné odůvodnění (například nebyli v místě svého hlasování v té době), musí zaplatit pokutu 3,51 BRL.Občané ve věku od 18 do 70 let jsou povinni při podání žádosti o brazilský pas předložit doklad o dodržení volebního práva (tím, že volili, odůvodněnou nepřítomností nebo zaplacením pokuty).

### Naturalizovaní občané
Ústava dělá rozdíly mezi naturalizovanými brazilskými občany a mezi rozenými brazilskými občany. Pouze brazilští občané se mohou stát prezidentem nebo viceprezidentem Brazílie předsedou Poslanecké sněmovny, předsedou Senátu, členy Nejvyššího federálního soudu, diplomaty, důstojníky ozbrojených sil, ministrem obrany nebo některými členy Rady republiky. Naturalizovaní občané, ale nikoli občané rodilí, mohou být vydáni (pouze za běžný zločin spáchaný před naturalizací nebo za obchodování s drogami) a mohou být zbaveni brazilské státní příslušnosti, pokud budou usvědčeni z činnosti považované za „škodlivou pro národní zájmy“. Ústava také omezuje vlastnictví a správu mediálních společností na občany rozené nebo ty, kteří jsou naturalizováni déle než 10 let. Kromě případů zmíněných v ústavě nesmí žádný zákon rozlišovat občany rozené a naturalizované.
Mnoho naturalizovaných občanů bylo zvoleno do obecních úřadů, včetně starosty hlavního města státu .

### Portugalští občané
Na základě smlouvy mohou občané Portugalska s trvalým pobytem v Brazílii požadovat stejná občanská práva a po třech letech pobytu v Brazílii také politická práva, jako je účast ve volbách a možnost být zvolení, jako by byli naturalizovanými občany Brazílie.
Na rozdíl od naturalizace, rovnost práv podle této smlouvy nezahrnuje právo na brazilský pas.

### Bezvízové cestování
K 7. lednu 2019 měli brazilští občané možnost bezvízového cestování do 171 zemí a teritorií, což brazilský pas řadí na 17. místo z hlediska svobody cestování podle indexu vízových omezení Henley.